# Osiedle Bojary, Białystok
Bojary là một trong những quận của thành phố Białystok ở Ba Lan.